# Acherkogel
Acherkogel (3007 m n. m.) je hora v Stubaiských Alpách ve rakouské spolkové zemi Tyrolsko.

## Topgrafie
Je nejsevernějším třítisícovým vrcholem v Tyrolsku a lze jej považovat i za nejsevernější třítisícový vrchol v Evropě, pokud se počítají pouze vrcholové body s výškou nad 100 m. Dominantní vrchol nad obcí Oetz v přední části Ötztalu má impozantní výškový rozdíl. Nejníže položené skalní svahy sahají až k severozápadu a jihozápadu. Směrem na západ vede ostrý hřeben na Achplatte (2423 m) a Habicher Wand (2176 m), další hřeben vede na severovýchod k 2894 m vysokému Maningkogelu. Na jihovýchodě se z Acherkogelu táhne ostrý hřeben na 2954 m vysoký Wechnerkogel. Acherkogel má v podstatě charakter skalnatého vrcholu, jen na východní straně je zbytek malého firnového pole.
Na Acherkogel poprvé vystoupil 24. srpna 1881 rakouský alpinista Ludwig Purtscheller. Jeho společník Franz Schnaiter zůstal stát na stupni ve stěně, nicméně již první horolezec našel na vrcholu kamennou geodetickou značku, která pravděpodobně pochází z doby, kdy bylo kolem roku 1854 prováděno Františkovo mapování, v mapě z tohoto mapování je vyznačen geodetický bod na straně dvojitého vrcholu obrácené k obci Oetz, takzvaný Signalkogel, na kterém se dnes nachází kříž, poprvé vztyčený v roce 1956. Termín Signalkogel pravděpodobně pochází z měřicího signálu. Samotný hlavní vrchol leží o něco dále na severovýchod.
Za zmínku také stojí, že dnes obecně používaný horolezecký pozdrav Berg Heil! se možná ve svých počátcích vznikl právě na Acherkogelu.

## Zvláštnost topografie
Impozantní výškový rozdíl, který činí 2200 metrů ode dna údolí Ötz k vrcholu, je zvláštní i z jiného hlediska: v sousední obci Sautens lze díky topografii tohoto skalního monumentu zažít mimořádný východ slunce. Fyzikální zákony difrakce světla způsobují, že kalendářní začátek jara a podzimu se zobrazuje na vrcholu hory, vzdáleném vzdušnou čarou asi devět kilometrů, v koridoru necelých 100 metrů.

## Trasy na vrchol
- Severní stranu (UIAA II) vylezl poprvé Otto Melzer v roce 1893 a dnes je považována za normální cestu. Jako základna obvykle slouží chata Neue Bielefelder Hütte.
- Severovýchodní hřeben (UIAA IV[7], K. Holzhammer, 1924) vede ze sedla mezi Acherkogelem a Maningkogelem na vrchol a je považován za nejkrásnější výstup. Na této trase se obvykle překračuje Maningkogel, který se zdolává z Mittertalu. Výchozím bodem této trasy je obvykle Kühtai nebo chata Mittergrat.

- Jižní hřeben (UIAA II, F. Hörtnagl/H. Schmotzer, 1899) se obvykle leze od Dortmunder Hütte. Blízko této trasy vede i cesta prvovýstupců, která se dnes již nepoužívá.

Jihozápadní křídlo (UIAA II, F. Gstrein/F. Lantschner/M. Pfaundler 1891) bývalo považováno za normální cestu, ale dnes se na něj leze méně často.
Další poměrně nevýznamné výstupy jsou
- jihovýchodní stěna (UIAA V-, P. Schillfahrt/N. Raich, 1975),
- západního hřebene (UIAA III, F. Lantschner, 1893) a
- severozápadní stěna k západnímu hřebeni (F. Lantschner, 1921).